# Copacetic (альбом Velocity Girl)
Copacetic — дебютный студийный альбом американской рок-группы Velocity Girl, изданный в 1993 году лейблом Sub Pop. Это их первый полноформатный альбом, в который вошли синглы «Crazy Town» и «Audrey’s Eyes», на оба из которых были сняты клипы. Название альбома происходит от американского сленгового слова, означающего «все в порядке». На его звучание сильно повлиял шугейз, поджанр инди-рока. Келли Райлс описал запись альбома: «Мы смикшировали альбом совсем не так, как люди ожидали — он получился очень грубым. Это намеренный отход от более легкого продюсирования синглов».
Рецензия в журнале Lime Lizard во время его выхода провела сравнение с My Bloody Valentine, заявив, что «это может быть отвергнутым демо для Isn’t Anything».
Альбом был включен в список «75 потерянных классических альбомов» в весеннем выпуске журнала Magnet за 2007 год.

## Отзывы
| Оценки критиков            | Оценки критиков |
| Источник                   | Оценка          |
| -------------------------- | --------------- |
| AllMusic                   | [ 1 ]           |
| Chicago Tribune            | [ 5 ]           |
| Christgau's Consumer Guide | [ 6 ]           |
| Entertainment Weekly       | C+              |
| Lime Lizard                | (neutral)       |
| Rolling Stone              | [ 8 ]           |
| Spin                       | (mixed)         |
| The Washington Post        | (mixed)         |

Альбом получил в целом положительные и смешанные отзывы. Стив Хьюи из AllMusic отметил, что «По сути, это пост-шугейзерное обновление джангл-попа в духе R.E.M., которое охватывает две самые популярные точки отсчета в инди-попе начала 90-х. Что выделяет Velocity Girl, так это их мастерство исполнения песен и то, как они постоянно играют с балансом этого уравнения. Девичий голос и милые мелодии Сары Шэннон часто обернуты в пушистый белый шум, который просто не произвел бы такого же эффекта, если бы был отполирован. И, благодаря балансу между мелодией и шумом, легкостью и дымкой, Copacetic — это альбом, который лучше всего отражает привлекательность Velocity Girl».

## Список композиций
1. «Pretty Sister» (4:59)
2. «Crazy Town» (3:47)
3. «Copacetic» (3:41)
4. «Here Comes» (4:42)
5. «Pop Loser» (2:24)
6. «Living Well» (3:06)
7. «A Chang» (5:48)
8. «Audrey’s Eyes» (3:02)
9. «Lisa Librarian» (2:18)
10. «57 Waltz» (2:49)
11. «Candy Apples» (3:07)
12. «Catching Squirrels» (5:42)